# Andrea Drahota
Andrea Drahota (anhörenⓘ; * 15. Juli 1943 in Veszprém) ist eine ungarische Schauspielerin.
Drahota, die 1965 das Schauspielstudium an der Theater- und Filmhochschule Budapest abschloss, spielte zunächst vor allem auf der Bühne. Engagiert war sie in Szolnok, wechselte aber schnell nach Budapest ans dortige Thalia-Theater. Schon 1964 war sie in ihrem ersten Film zu sehen und gehörte dann zur Stammbesetzung von Miklós Jancsó. 
Im deutschsprachigen Raum ist sie vor allem durch ihre Rolle in Chingachgook, die große Schlange bekannt. Seit Mitte der 1970er Jahre arbeitete sie auch verstärkt für das Fernsehen, konzentrierte sich jedoch ab 1990 verstärkt auf Theaterarbeit.
Von 1964 an war sie bis zu seinem Tode 2005 mit dem Schauspielkollegen András Kozák verheiratet. Der Ehe entstammt eine Tochter.

## Filmografie (Auswahl)
- 1964: Wirbel (Sodrásban)
- 1965: Das Grauen (Iszony)
- 1967: Chingachgook, die große Schlange
- 1968: Stille und Schrei (Csend és kiáltás)
- 1968: Das Kartenhaus (Kártyavár)
- 1969: Schimmernde Winde (Fényes szelek)
- 1970: Der Lichtbogen (Arc)
- 1972: Roter Psalm (Még kér a nép)
- 1973: Braches Land (A magyar ugaron)
- 1976: Alltagslegende (Köznapi legenda)
- 1981: Familie Wirbelwind (A szeleburdi család)